# Drapeau de La Réunion
Plusieurs drapeaux sont utilisés pour représenter La Réunion et aucun n'a de reconnaissance officielle. Le drapeau le plus fréquemment utilisé est Le Volcan rayonnant.

## Le Volcan rayonnant
Le Mahavéli ou Volcan rayonnant est utilisé par plusieurs communes de La Réunion, notamment Saint-Denis, Saint-Joseph et Saint-Philippe après une consultation populaire en 2014 ainsi que des sportifs ou marques de La Réunion. Il ne dispose cependant pas d'une reconnaissance officielle au niveau régional . Il a remporté en 2003 un concours de l'Association réunionnaise de vexillologie.
Le Volcan rayonnant aurait été dessiné en 1975 par Guy Pignolet, un ingénieur de Sainte-Rose. Cependant, d'après le militant autonomiste Joseph Varondin, ce drapeau est l'œuvre collective du parti politique Mouvement des radicaux de gauche (scission du Parti socialiste de la Réunion), parti dont Guy Pignolet était proche.
Le drapeau est composé de trois éléments[source insuffisante] :
- un triangle qui représente le Piton de la Fournaise et symbolise la force, de couleur rouge qui représente tout le sang versé en mémoire de l'esclavage[réf. nécessaire] aboli en 1848 à La Réunion.
- le bleu représente le ciel et la douceur ;
- le jaune représente le soleil et la clarté, les rayons symbolisant aussi les populations venues peupler La Réunion au fil des siècles[réf. nécessaire].

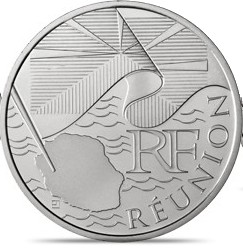
Pièce « Réunion » de la série « 10 euros des régions ».

Ce drapeau est connu sous le nom de Lo mahavéli même si Guy Pignolet affirme ne pas être à l'origine de ce nom ni savoir d'où il vient. Selon certaines sources, « Lo mahavéli » viendrait du malgache et signifie « l'étoile(s) qui (te) mène(nt) au beau pays »,.

## Drapeau de l'APDR

Drapeau proposé par l'Association pour le drapeau de La Réunion.

L'Association pour le drapeau de La Réunion (APDR) a proposé en 1996 un drapeau composé du drapeau français et de cinq couleurs:
- orange pour les Indiens et le soleil
- bleu pour les Européens et l'océan
- vert pour les Africains et la nature
- rouge pour les Chinois et le volcan
- blanc pour la paix et l'harmonie.

## Drapeau du MLK

Drapeau culturel.

Dès 1984, la question des couleurs représentant La Réunion et les Réunionnais fut posée au sein de l'association Mouvman Lantant Koudmin ainsi que par d'autres associations similaires. C'est François Saint-Omer qui proposa et adopta ce drapeau sous le nom de drapo kiltirel Larényon. Le mariage des cinq couleurs symbolisent les cinq continents d'où sont originaires les Réunionnais donnant l'arc-en-ciel réunionnais de la diversité dans l'unité. (Kaf, Yab, Malbar, Zarab et Sinwa):
- le triangle rouge représente l'origine volcanique de la naissance de La Réunion
- le cercle jaune représente le soleil
- le bleu symbolise le ciel et la mer (l'océan Indien)
- le vert symbolise la végétation, la terre, l'espoir et la liberté.
- le noir symbolise l’histoire des ancêtres esclaves et esclavagistes français durant cette époque à La Réunion.

## Drapeau indépendantiste

Drapeau indépendantiste.

Bernard Grondin de Lorganizasyon popilèr po libèr nout peï (LPLP) a créé en 1986 un drapeau pour les partis indépendantistes réunionnais. Ce drapeau a été reconnu[Par qui ?] comme drapeau indépendantiste en 2008[source insuffisante] :
- le rouge symbolise la souffrance du peuple réunionnais marqué par l'esclavage et l'engagisme ;
- le vert symbolise le marronnage, la liberté ;
- les cinq branches de l'étoile jaune correspondent aux cinq populations qui sont venues peupler La Réunion (Kaf, Yab, Malbar, Zarab, Chinois).